# Wuwuzela
Wuwuzela (vuvuzela, także lepatata) – aerofon ustnikowy używany przez kibiców piłki nożnej w Afryce. Wydaje głośny dźwięk (osiągający przy wylocie wuwuzeli natężenie 122–131 dB(A)) mający przypominać ryczenie słonia. Pierwotnie jej egzemplarze wykonywano z puszek po konserwach, obecnie są produkowane głównie z tworzyw sztucznych.

## Krytyka kibicowania za pomocą wuwuzeli
Badania pokazały, że hałas powodowany przez trąby na wypełnionym przez 30 tys. kibiców stadionie sięgał prawie 140 decybeli, co jest niebezpieczne dla zdrowia człowieka, nawet gdy zastosuje się stoppery. Ludzie nie powinni być narażeni na hałas wytwarzany przez pojedynczą wuwuzelę dłużej niż minutę, jeśli są w promieniu 2 metrów od niej. Obciążenie słuchu podczas meczu piłki nożnej, w czasie którego publiczność używa wuwuzeli, badacze porównują do obciążeń, jakich doświadcza górnik pracujący na przodku w kopalni złota. Aby ograniczyć hałas na trybunach, na czas mistrzostw świata 2010 został wprowadzony do sprzedaży model wuwuzeli zgodny z normami europejskimi – generujący hałas poniżej 121 dB.
UEFA wprowadziła w 2010 roku zakaz używania wuwuzeli na wszystkich meczach prowadzonych pod jej egidą. Austriacka Federacja Piłkarska wprowadziła w 2009 zakaz wnoszenia na trybuny wuwuzeli.